# Гарсия, Мария Фернанда
Мария Фернанда Гарсия Альенде (исп. Maria Fernanda Garcia Allende; 17 сентября 1967, Мехико, Мексика) — мексиканская актриса-комик театра и кино и поэтесса.

## Биография
Родилась 17 сентября 1967 года в Мехико. В мексиканском кинематографе дебютировала в 1971 году в возрасте всего лишь 4-х лет и с тех пор снялась в 55 работах в кино и телесериалах. Номинирована и тут же победила в премии Ariel Awards за сыгранную роль в фильме «Bienvenido-Welcome». Также известна как театральная актриса, актриса-комик кабаре и поэтесса.

## Фильмография

### Избранные телесериалы
- 1977—1978 — «Рина» — Нора
- 1985—2007 — «Женщина, случаи из реальной жизни»
- 1987—1988 — «Дикая Роза» — гостья на празднике Линарес
- 1990 — «Когда приходит любовь» — Паулина
- 1998—1999 — «Что происходит с нами?»
- 2002—2003 — «Класс 406» — Марлене Ривера
- 2004 —
  - «Мой грех — в любви к тебе»
  - «Руби» — Валерия
- 2006—2007 — «Два лица страсти» — Кристина Дуран
- 2007 — «Лола: Давным-давно»
- 2008 — н. в. — «Роза Гваделупе» — Абигаиль
- 2011 — н. в. — «Как говорится» — Елена
- 2013—2014 — «Моя любовь навсегда»